# Somebody Someone
«Somebody Someone» es un sencillo promocional de la banda estadounidense nu metal Korn de su cuarto álbum Issues.
Fue el sencillo menos exitoso del álbum, y no logró llegar al Top 20 de las listas de Mainstream Rock y Modern Rock de Billboard, aunque obtuvo una cobertura radial moderada en el programa de MTV Total Requiem Live.
La canción es conocida por su actuación en vivo y se ha convertido en un elemento básico del concierto desde 2000 hasta 2011. Estuvo ausente de The Path of Totality Tour, el primero desde su lanzamiento. Sin embargo, la sección final de la canción se jugó directamente en la presentación de Shoots and Ladders en presentaciones en vivo a partir de 2013.

## Video musical
El video musical, dirigido por Martin Weisz, estaba basado en la interpretación y lleno de efectos CGI, con un aspecto similar al de su predecesor, "Make Me Bad" (también dirigido por Weisz).
- Datos: Q2267501